# Liste des vicaires apostoliques du Mississippi et de l'Alabama
Liste des vicaires apostoliques du Mississippi et de l'Alabama
Le vicariat apostolique du Mississippi et de l'Alabama est créé le 13 août 1822.
Il est supprimé le 22 juin 1823.

## Est vicaire apostolique
- 13 août 1822-22 juin 1823 : Joseph Rosati

## Sources
- L'Annuaire Pontifical, sur le site http://www.catholic-hierarchy.org, à la page